# Dan Kaufman
Dan Kaufman é um artista audiovisual norte-americano, perito em efeitos especiais de filmes como X-Men: O Confronto Final e Distrito 9. Como reconhecimento, em 2010 foi nomeado pela primeira vez aos Óscares na categoria de Melhores Efeitos Visuais em Distrito 9.